# United Passions
United Passions är en engelskspråkig fransk film från 2014. 
Filmen handlar om internationella fotbollsförbundet Fifa, som också bekostade £16 miljoner av filmens budget på £19 miljoner. Filmen skildrar Fifas historia från 1904 till 2000-talet, med fokus på tre av Fifas presidenter, Jules Rimet, João Havelange och Sepp Blatter.
Filmen premiärvisades på Filmfestivalen i Cannes 2014. Den hade sedan premiär i Serbien och Ryssland. Filmen hade premiär i Nordamerika den 5 juni 2015, bara tre dagar efter att Fifas president Sepp Blatter meddelat sin avgång efter en korruptionsskandal. Den 27 maj hade sju Fifa-representanter arresterats i Zürich. I Nordamerika visades filmen på 10 biografer och drog in rekordlåga $918.
Filmen har fått genomgående negativa omdömen och har kritiserats för att vara en glorifierande propagandafilm för Fifa och hagiografi om Sepp Blatter. Regissören Frédéric Auburtin kallade filmen för "en katastrof" och ångrade sin medverkan då han blivit föremål för folks ilska mot Fifa. Han sa också att ett tidigare utkast till manus inkluderade en sidohandling om korruptionsanklagelser. En ledare för Filmfestivalen i Cannes uppgav att filmen premiärvisats på festivalen efter påtryckningar från Gérard Depardieu, en av skådespelarna. 2015 låg filmen på IMDbs lista över 100 sämsta filmer.

## Skådespelare (urval)
- Gérard Depardieu - Jules Rimet
- Sam Neill - João Havelange
- Tim Roth - Sepp Blatter
- Fisher Stevens - Carl Hirschmann
- Thomas Kretschmann - Horst Dassler
- Jemima West - Annette Rimet